# Val Montanaia
Das Val Montanaia (dt.: Montanaia-Tal) ist ein kurzes und enges Seitental des Val Cimoliana in den Friauler Dolomiten (Region Friaul-Julisch Venetien, Italien). Bekannt ist es für den Campanile di Val Montanaia, eine Felsnadel von 2173 m s.l.m. Höhe. Der Campanile steht fast am Ende des Tals, das zunächst ungefähr in Nord-Süd-Richtung verläuft und dann nach Nordosten „abzweigt“.
Das Tal liegt innerhalb der Monfalcon-Gruppe und wird im Westen und Nordwesten unter anderem von Pala Grande (2385 Meter) und Cima Toro (2355 Meter) begrenzt, im Osten von den etwas niedrigeren Cima Meluzzo und Cima Montanaia. Am Talschluss erhebt sich der mit 2548 Metern höchste Berg der Gruppe, die Cima Monfalcon di Montanaia.
Durch das Tal führt der Dolomiten-Höhenweg Nummer 6 („Weg der Stille“). Unmittelbar nördlich des Campanile befindet sich die Biwakschachtel Perugini, am Taleingang das Rifugio Pordenone.

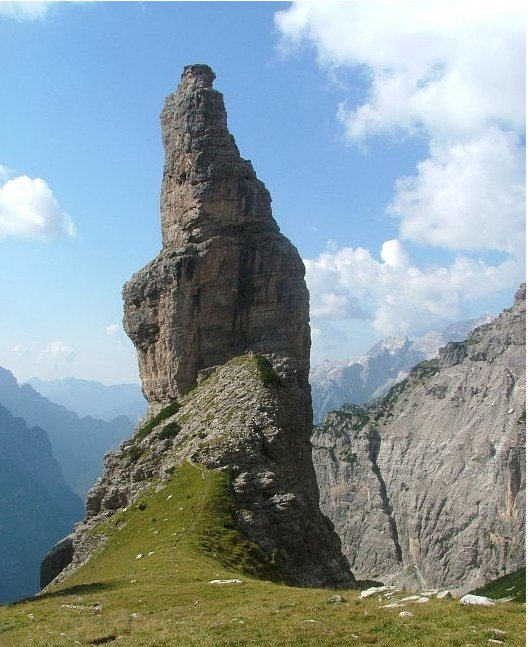
Der Campanile
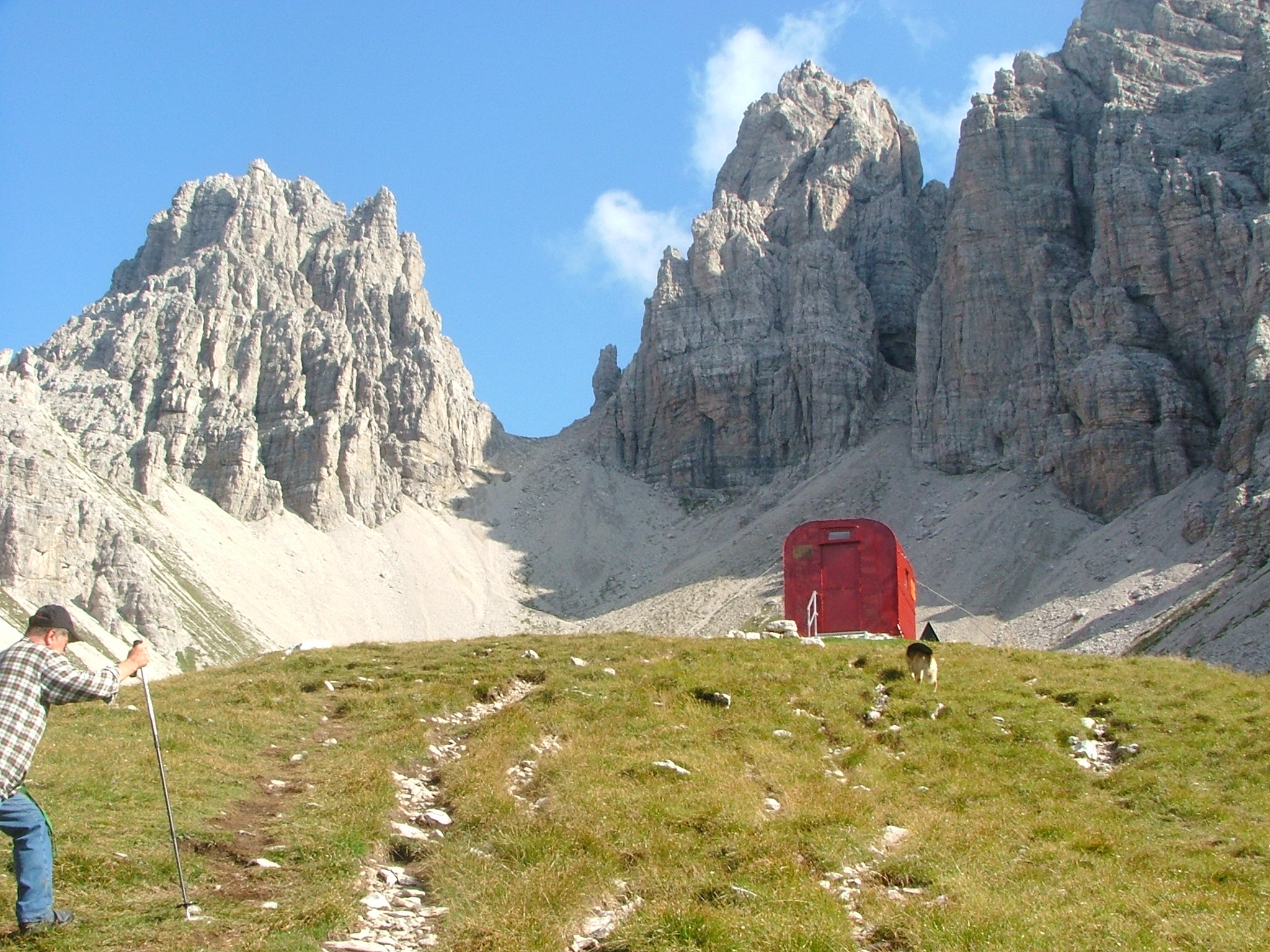
Bivacco Perugini mit der Forcella Val Montanaia (2333 m)
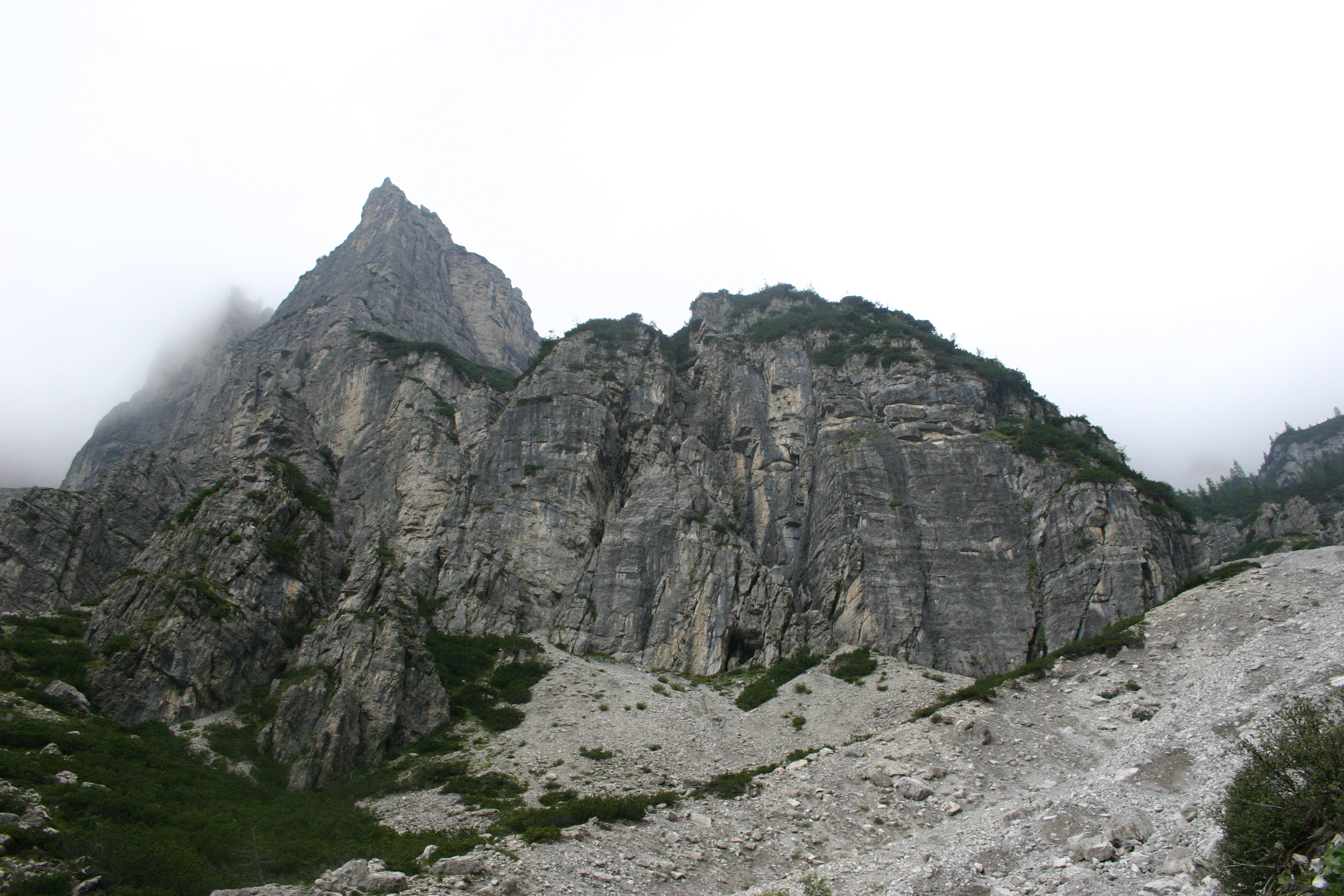
Im Westen des Tals
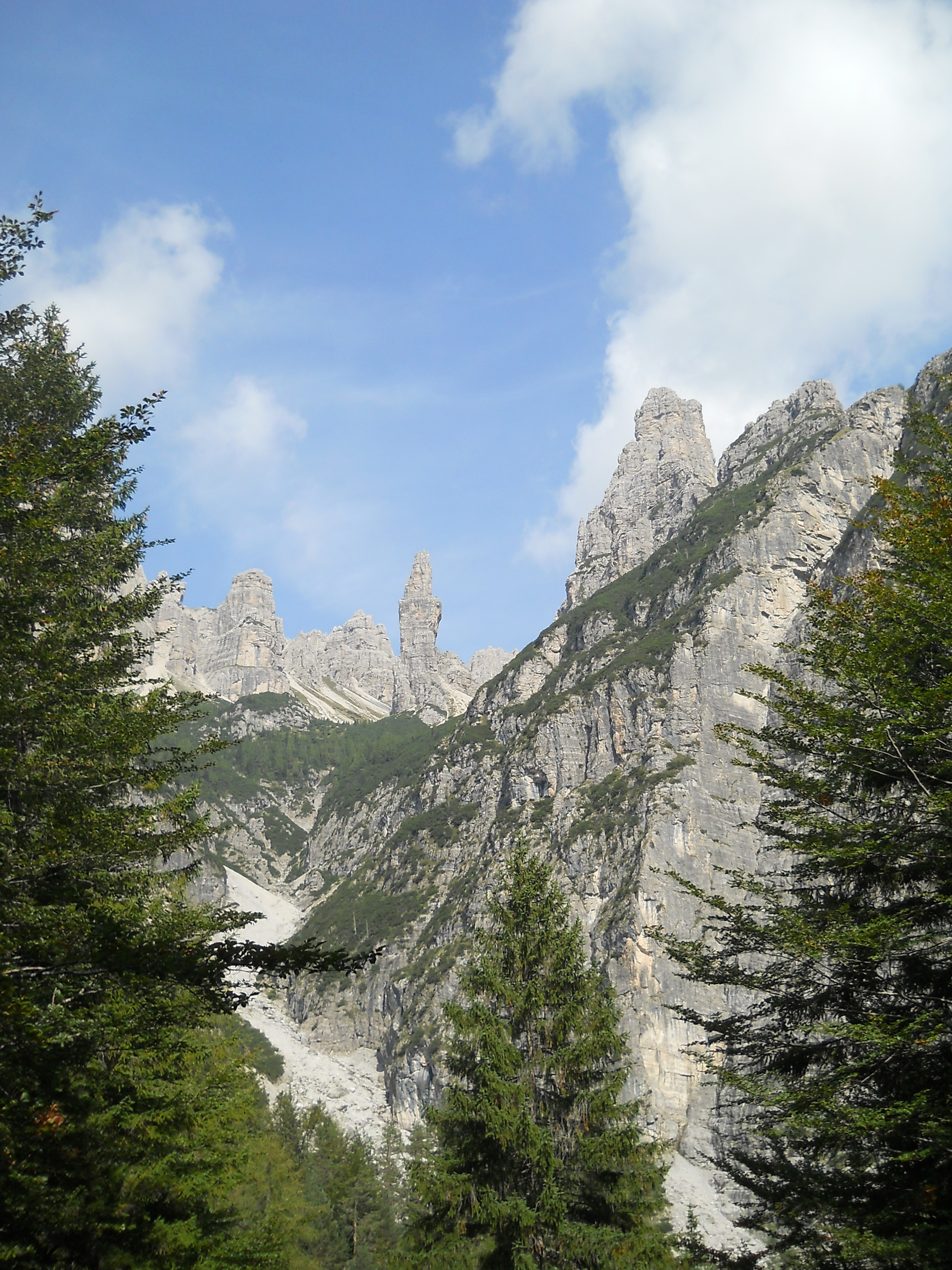
Mittlere Talbereich